# Bonn direkt
Bonn direkt war ein Fernsehmagazin des ZDF zum aktuellen politischen Geschehen, das aus der damaligen Bundeshauptstadt Bonn gesendet wurde. Die Sendung fand vom 6. Dezember 1987 bis zum 11. April 1999 statt. Meistens wechselten sich der Bonner Studioleiter des ZDF und sein Stellvertreter mit der Moderation ab. Die Sendung dauerte 20 Minuten.
Bonn direkt führte das Konzept der Vorgängersendung Bonner Perspektiven, welche auf dem gleichen Sendeplatz vom 2. Januar 1966 bis zum 29. November 1987 gesendet wurde, in leicht modernisierter Form fort: Die Sendung berichtete vor dem Beginn der neuen Woche von den Themen, die im Bundestag auf der Tagesordnung standen. Bonn direkt nahm sich vor, Politik so aktuell wie möglich, ungefiltert und kurzweilig zu präsentieren, um auch politisch weniger interessierte Zuschauer zu gewinnen. Regelmäßig war Bonn direkt das meistgesehene politische Magazin des Jahres, was unter anderem am günstigen Sendeplatz sonntags um 19:10 Uhr im Anschluss an die Hauptausgabe der heute-Nachrichten lag. Während der parlamentarischen Sommerpause wurden die „Sommerinterviews“ gesendet, in denen die Spitzenpolitiker aller im Bundestag vertretenen Parteien befragt wurden. Diese Interviewreihe war Vorreiter für die heute fest etablierten Sommerinterviews während der Urlaubszeit.
Als Titelmelodie der Sendung wurde ein Rock-Arrangement des zweiten Themas aus dem zweiten Satz (Scherzo) von Ludwig van Beethovens Hammerklaviersonate verwendet. Das Arrangement stammt von Uwe Buschkötter.
Kurz bevor die Bundesregierung 1999 nach Berlin umzog, wurde der Sendetitel in Berlin direkt umbenannt.

## Moderation
- Joachim Jauer (1984–1987)
- Wolfgang Herles (1987–1991)
- Peter Ellgaard (1987–1999)
- Klaus-Peter Siegloch (1991–1995)
- Alexander von Sobeck (1995–1999)